# دیلی‌وایر
دیلی‌وایر (به انگلیسی: The Daily Wire) یک وبگاه اخبار و تحلیل محافظه کار مستقر در ایالات متحده آمریکا است. این وبگاه در سال ۲۰۱۵ توسط بن شاپیرو، مفسر سیاسی، بنیان نهاده شد. او در حال حاضر به عنوان سردبیر کل دیلی وایر فعالیت می‌کند. مایکل نولز سردبیر اجرایی دیلی‌وایر بوده و جرمی بورینگ مدیر عامل آن است. دفتر مرکزی این رسانه در منطقه شرمن اوکس لس آنجلس قرار دارد.

## تاریخچه
دیلی‌وایر توسط بن شاپیرو و جرمی بورینگ، که هر دو برای تروث‌ریولت کار می‌کردند، بنیان‌گذاری شد. شاپیرو نیز سابقه کار در برایتبارت را داشت. این دو پس از تأمین مالی چند میلیون دلاری از سوی برادران ویلکس و با به‌کارگیری کارمندان سابق تروث‌ریولت، دیلی‌وایر را راه اندازی کردند.

## محتوا
محتوا مورد پوشش دیلی‌وایر شامل پادکست، برنامه تلویزیونی و متن با نگاه محافظه کارانه و لیبرترین می‌شود. تمرکز اصلی این وبگاه بر گزارش و تحلیل مسائل داخلی آمریکا است، با این حال به پوشش وقایع بین‌المللی نیز می‌پردازد.